# Royal Montserrat Defence Force
Die Royal Montserrat Defence Force (deutsch Königliche Verteidigungskräfte von Montserrat) ist ein militärischer Freiwilligenverband des Britischen Überseegebiets Montserrat. Die Einheit wurde 1899 aufgestellt und ist heute vor allem mit zeremoniellen Aufgaben betraut. Die etwa 20 Soldaten sind unbezahlte Freiwillige und üben den Dienst nebenberuflich aus.